# هاسمیک قاریبیان
هاسمیک ایشخانی قاریبیان (ارمنی: Հասմիկ Իշխանի Ղարիբյան؛ انگلیسی: Hasmik Gharibyan؛ ۱۳ ژوئن ۱۹۸۰ – ۱ نوامبر ۲۰۱۴) یک بازیگر و خواننده اهل ارمنستان بود. وی بین سال‌های ۲۰۰۳ تا ۲۰۱۱ میلادی فعالیت می‌کرد.
والدین ایشخان قاریبیان

## زندگی‌نامه
وی در ۱۳ ژوئن ۱۹۸۰ در ایروان به دنیا آمد . ایشخان قاریبیان پدر وی بود.  وی در ۱ نوامبر ۲۰۱۴ در سن ۳۴ سالگی در لس آنجلس به دلیل ابتلا به بیماری سرطان درگذشت و در ایروان به خاک سپرده شد.

## گزیده فیلمشناسی
از فیلم‌ها یا برنامه‌های تلویزیونی که وی در آن نقش داشته است می‌توان به سریال باحال اشاره کرد.

## یادداشت
1. ↑  Ներսես Աբրահամյան